# Ettermyror
Ettermyror (Myrmicinae) är en underfamilj myror i familjen myror (Formicidae). De utmärks bland annat av att de har en gadd i spetsen på bakkroppen och kan åstadkomma stick som kan orsaka sveda. De kan även bitas.
Ett släkte heter rödmyror (Myrmica), och dess arter brukar i folkmun kallas pissmyror.